# براویا
براویا (به انگلیسی: Bravia) نام برندی از شرکت سونی است که برای تلویزیون‌های ال‌سی‌دی و OLED، تلویزیون‌های پروجکشن، ویدئو پروژکتورها و سینماهای خانگی این شرکت استفاده می‌شود. براویا مخفف عبارت انگلیسی بهترین سازه تفکیک پذیری صدا و تصویر یکپارچه است.
تمامی ال‌سی‌‌دی‌های دارای تفکیک پذیری بالای سونی در آمریکای شمالی از سال ۲۰۰۵ از لوگوی براویا استفاده می‌کنند. نام براویا از تابستان سال ۲۰۰۵ جایگزین برند سابق ال‌سی‌دی وگا که شرکت سونی برای محصولات تلویزیون ال‌سی‌دی خود استفاده می‌کرد شد.(عکس‌های اولین تلویزیون‌های براویا هنوز مارک وگا را بر خود می‌بینند.)
برند براویا همچنین در گوشی‌های تلفن بازار ژاپن به چشم می‌خورند.